# Шишацька волость
Шишацька волость — адміністративно-територіальна одиниця Миргородського повіту Полтавської губернії з центром у містечку Шишаки.
Станом на 1885 рік — складалася з 61 поселення, 11 сільських громад. Населення — 8671 особа (4297 чоловічої статі та 4378 — жіночої), 1218 дворових господарств.
|                     | Площа, дес. | У тому числі орної, десятин |
| ------------------- | ----------- | --------------------------- |
| Сільських громад    | 7232        | 5445                        |
| Приватної власності | 7446        | 5801                        |
| Казеної власності   | 39          | —                           |
| Іншої власності     | 101         | 100                         |
| Загалом             | 14818       | 11346                       |

Основні поселення волості станом на 1885:
- Шишаки — колишнє державне та власницьке містечко при річці Псел за 30 верст від повітового міста, 3000 осіб, 506 дворів, 2 православні церкви, єврейський молитовний будинок, лікарня, 6 постоялих будинків, 6 лавок, базар, 3 ярмарки, 8 кузень, 27 вітряних млинів, 6 маслобойних заводів. За 7 верст — селітровий завод.
- Василівка (Яповщина) — колишнє власницьке село, 526 осіб, 69 дворів, православна церква, водяний та 2 вітряних млини, 4 ярмарки.

Старшинами волості були:
- 1900 року козак Іван Васильович Замоздря[2];
- 1904 року козак Яків Пилипович Біленко[3];
- 1913—1915 роках Петро Омелянович Корецький[4],[5].